# Daskot Point
Der Daskot Point (englisch; bulgarisch нос Дъскот nos Daskot) ist eine vereiste Landspitze an der Oskar-II.-Küste des Grahamlands auf der Antarktischen Halbinsel. Am östlichen Ende der Blagoewgrad-Halbinsel liegt sie 11,38 km östlich des St. Gorazd Peak, 4,3 km südlich des Whiteside Hill und 4,55 km nordnordöstlich des Kesten Point an der Nordseite der Einfahrt zur Yamforina Cove. Freigelegt wurde die Landspitze durch das Auseinanderbrechen des Larsen-Schelfeises im Jahr 2002.
Die Kartierung erfolgte im Jahr 2012. Die bulgarische Kommission für Antarktische Geographische Namen benannte sie im selben Jahr nach der Ortschaft Daskot im Norden Bulgariens.